# Quan Hán Khanh
Quan Hán Khanh (chữ Hán: 關漢卿, k. 1241–1320); hiệu Dĩ Trai (已齋), Nhất Trai (一齋), Dĩ Trai Tẩu (已齋叟); là nhà viết kịch cổ điển Trung Quốc đời nhà Nguyên. Ông được xem như là một nghệ sĩ nhân dân đầu tiên của Trung Quốc, và đã được liệt vào hàng ngũ danh nhân văn hóa thế giới năm 1957.

## Tiểu sử
Hiện chưa biết họ tên thật của ông (Quan Hán Khanh là bút danh, hoặc là danh hiệu người đương thời tặng cho ông), và rất có thể ông đã học nghề y ở Thái y viện đời nhà Nguyên (Trung Quốc).
Theo sách Lịch sử văn học Trung Quốc (tập 3), thì ông sống vào thời kỳ vua Nguyên Thái Tông (tức Oa Khoát Đài, trị vì: 1229-1241) , và là người Đại Đô, nay là Bắc Kinh (Trung Quốc) .
Hoạt động sáng tác của ông tương đối sớm. Ngoài việc am tường y học, ông còn có tài thơ, giỏi ca múa và tinh thông âm luật. Cho nên, không những soạn rất nhiều kịch bản, mà ông còn tham gia diễn xuất trên sân khấu nữa.
Sau khi nhà Nam Tống mất (1279), ông đi du ngoạn phương Nam. Vào khoảng cuối năm 1277, ông đến Hàng Châu. Trên đường trở về, ông còn ghé thăm Dương Châu. Đương thời, cũng giống như Đại Đô, hai nơi này cũng là trung tâm của việc sáng tác và trình diễn tạp kịch.
Năm đầu đời Đại Đức (1297) triều Nguyên Thành Tông (trị vì: 1294-1307), ông viết 10 bài tiểu lệnh "Đại Đức ca". Sau đó, Quan Hán Khanh từ trần vào khoảng 1297 đến 1307.

## Tác phẩm
Quan Hán Khanh soạn tất cả 63 vở, nhưng nay chỉ còn 12 vở nguyên vẹn, số còn lại bị thất thoát hoặc chỉ còn một số đoạn, trong đó có các vở nổi tiếng như:
- Đậu Nga oan (tên đầy đủ là "Cảm thiên động địa Đậu Nga oan", nghĩa là: Nỗi oan của Đậu Nga cảm động đến trời đất), viết sau năm 1291 đời Nguyên Thế Tổ, tức khi Quan Hán Khanh đã về già. Đây là vở tạp kịch tiêu biểu và xuất sắc nhất của ông. Nội dung kể về một người đàn bà bình thường chết oan, khiến trời đất cũng phải rung động; phản ánh tinh thần phản kháng quyết liệt của nông dân đối với ách thống trị của nhà Nguyên [4].
- Cứu phong trần (Cứu người trong cảnh phong trần)
- Bái nguyệt đình (Đình vái trăng)
- Đơn đao hội (Một mình một đao đến dự hội), v.v...

Nhiều tác phẩm của ông đã được dịch ra tiếng nước ngoài (cả phương Đông và phương Tây), và hiện nay vẫn thường được công diễn trên sân khấu kịch hát Trung Quốc .

## Nhận xét
Sách Tích tân chí do Hùng Tự Đắc biên soạn ở cuối đời Nguyên, có chép tiểu truyện của Quan Hán Khanh, trong đó có nói về nhân cách của ông như sau: "Ông sống hào phóng, học rộng, giỏi văn, hài hước khôn ngoan, tế nhị phong lưu, đứng đầu một thời". Sinh thời, ông giao du rộng rãi với một số nghệ nhân tạp kịch và nhà văn có tiếng, như: Dương Hiển Chi, Lương Thoái Chi, Phí Quân Trường, Vương Hòa Khanh, v.v....
Về sự nghiệp, mặc dù Quan Hán Khanh có làm thơ, diễn kịch...nhưng ông nổi danh là nhờ viết kịch. Nhìn chung kịch của ông thường chọn đề tài trong đời sống dân nghèo thành thị, khuynh hướng yêu ghét rõ ràng, văn phong bình dị chất phác . Và dù là bi kịch hay hài kịch, chúng đều được xây dựng một cách chặt chẽ với một cốt truyện mạch lạc, hấp dẫn. Các nhân vật kịch đều có ngôn ngữ riêng, với một đời sống nội tâm phong phú và chân thực, biểu hiện những cá tính mạnh mẽ, làm cơ sở cho diễn viên thể hiện thành công vai kịch ... Cho nên Hàn Văn Tình đời nhà Minh ví tuồng của ông với bộ Sử ký của Tư Mã Thiên, và một tác giả đời nhà Thanh còn so sánh chúng với thơ Đường, tức cả hai đều nhận rằng các vở kịch ấy có địa vị rất lớn trong văn học Trung Quốc ...

## Sách tham khảo
- Sở nghiên cứu văn học thuộc Viện Khoa học xã hội Trung Quốc biên soạn, Lịch sử văn học Trung Quốc (Tập II), Bản dịch do Nhà xuất bản Giáo dục Việt Nam ấn hành năm 1993.
- Lương Duy Thứ, mục từ "Quan Hán Khanh" in trong Từ điển văn học (bộ mới). Nhà xuất bản Thế giới, 2004.
- Nguyễn Hiến Lê, Đại cương văn học Trung Quốc (trọn bộ). Nhà xuất bản Trẻ, 1997.